# Bulbine rhopalophylla
Bulbine rhopalophylla är en grästrädsväxtart som beskrevs av Moritz Kurt Dinter. Bulbine rhopalophylla ingår i släktet bulbiner, och familjen grästrädsväxter. Inga underarter finns listade i Catalogue of Life.